# Sacroiliïtis
La sacroiliïtis és una inflamació a l'articulació sacroilíaca. És una característica de les espondiloartropaties, com ara les artritis axials (inclosa l'espondilitis anquilosant), l'artritis psoriàsica, l'artritis reactiva o l'artritis relacionada amb malalties inflamatòries de l'intestí, inclosa la colitis ulcerosa o la malaltia de Crohn. També és la presentació més freqüent d'artritis per brucel·losi.

## Símptomes i signes
Els símptomes normalment es relacionen (a més del grau d'inflamació) amb la quantitat de pressió que es fa sobre l'articulació sacroilíaca; i solen incloure dolor inflamatori prolongat a la regió lumbar, malucs o natges.
Tanmateix, en casos més greus, el dolor pot arribar a ser més radicular i manifestar-se en zones del cos aparentment no relacionades, com ara les cames, l'engonal i els peus.

## Causes
Com que la sacroiliïtis pot descriure qualsevol tipus d'inflamació que es trobi dins de l'articulació sacroilíaca, hi pot haver diversos problemes que la causen. Aquests inclouen:
- L'artrosi pot causar degeneració a les articulacions sacroilíaques i provocar inflamació i dolor articular.
- Qualsevol forma d'espondiloartropaties, que inclou espondilitis anquilosant, artritis psoriàsica, artritis reactiva o artritis relacionada amb malalties inflamatòries de l'intestí, inclosa la colitis ulcerosa o la malaltia de Crohn.
- L'embaràs pot provocar inflamació com a conseqüència de l'eixamplament i l'estirament de les articulacions sacroilíaques per preparar el part. A més, el pes afegit que comporta l'embaràs pot posar una quantitat addicional d'estrès a les articulacions SI, provocant un desgast anormal.
- Lesions traumàtiques com una caiguda o un accident de cotxe que afecten la part baixa de l'esquena, els malucs, les natges o les cames.
- Tot i que és rara, la infecció a les articulacions sacroilíaques o una altra part del cos, com ara una infecció del tracte urinari, pot causar inflamació.[4]